# 渡辺裕之
渡辺 裕之（わたなべ ひろゆき、1955年〈昭和30年〉12月9日 - 2022年〈令和4年〉5月3日）は、日本の俳優。
身長は176cm、体重は67kg。血液型はB型。
所属事務所はユニコン株式会社。業務提携、株式会社ワイケーエージェント。
妻は女優の原日出子。茨城県水戸市出身。

## 来歴
3人兄姉の長男（弟1人、妹1人）。
拓殖大学商学部経営学科卒業。大学時代にはルフトハンザドイツ航空でアルバイトしたことでドイツ語を学んだ。
1980年（昭和55年）にコカ・コーラのテレビコマーシャルで芸能活動を開始。2年後に「ファイトー!」「イッパーツ!」のキャッチフレーズで人気を博していた大正製薬「リポビタンD」のCMキャラクターに抜擢され、同時に自身の端整な顔立ちと鍛え上げられた肉体も話題となり、一躍大人気となる。
俳優としてのデビューは、映画『オン・ザ・ロード』（主演）。白バイ警官を演じた。テレビドラマでは『愛の嵐』で二枚目俳優ぶりを発揮し、「嵐シリーズ（グランドロマン）」全3作に出演したことで知られ、特に高木美保とのコンビはゴールデンコンビと呼ばれた。
第3回Yahoo! JAPAN文学賞受賞作を映画化した短編映画『雪の花』にて、原日出子と初めて夫婦役で夫婦共演を果たした。同作は2009年（平成21年）12月13日にテレビ朝日で放映された。
2017年、木村ひさし監督と江頭美智留脚本で話題となった連続ショートドラマ『あじさい』に出演。
2022年（令和4年）5月3日昼ごろ、自宅内で死亡していたところを家族によって発見された。66歳没。訃報は同月5日に所属事務所により公表され、死因は縊死だったと明らかになった。事務所は事故死を明確に否定しており、自殺と報じられた。同月10日に横浜市内の寺院で近親者による密葬が行われた。
妻の原日出子は同日、事務所ホームページで公開されたコメントで夫について「コロナの最初の自粛のころから、人一倍家族思いで心配性な夫は、先行きの不安を口に出すようになり、考え込むことが多くなった」「『眠れない』と体調の変化を訴えるようになり自律神経失調症と診断された」ことや、死去については「心の病は夫を蝕み、大きな不安から抜け出せなくなった。医師にも相談し、希望の持てる治療を始めた矢先の、突然の出来事」であったことを明らかにしている。

## 人物
- 役者のみならず、スポーツマンとしても幅広く活躍していた。
- 任侠ものを中心としたオリジナルビデオでの活躍もあり、固定ファン層から多大な支持を得ていた。
- 妻とのおしどり夫婦ぶりは芸能界でも屈指であった。原は子連れの再婚であったが、渡辺は実子のように育てていた。原との間に1男1女がおり、長男は俳優の渡辺貴裕、次女（長女は原の連れ子）はボーカリスト[12]で女優の渡辺磨裕美。
- ゴルフの腕前も相当で『ゴルフの真髄 -ARTISTIC GOLF-』などに出演していた。

## 資格・特技
自身の描いたイラストがテレビ番組のタイトルに使用されるなど、芸術面での才能も豊かな渡辺はその多趣味ぶりも有名で、それに伴い数多くの資格を取得していた。
- ドラム[13]（パーカッション）
- 英会話
- 乗馬
- スキー
- 水泳
- スクーバダイビング（Cカード所有）
- パラグライダー（ライセンス所有）
- ゴルフ
- 商業簿記3級
- 書道初段
- 自動二輪・普通自動車免許

## エピソード
- ガメラシリーズ、ゴジラシリーズ、ウルトラシリーズ、仮面ライダーシリーズ、牙狼-GARO-シリーズといった、日本の主要特撮シリーズに多く出演したことで知られていた[2]。また、出演作品がすべて「G」に関連したものとなっていた[2]。
  - ゴジラシリーズへは、1990年代ごろにも出演オファーがあったが、別の仕事と重なり実現には至らなかった[2]。
  - 金子修介が監督を務めた平成ガメラシリーズおよび『ゴジラ・モスラ・キングギドラ 大怪獣総攻撃』では、どちらも軍人のトップではなく一歩引いた役どころであり、渡辺はトップを支えるのが金子の自身に対するイメージなのであろうと述べている[2]。
  - 『ウルトラマンガイア』出演中に子供の幼稚園に行くと、劇中での渡辺の地位が司令官ということで子供の友達から敬礼されたという[14]。
  - 2007年、『劇場版 仮面ライダー電王 俺、誕生!』に、2007年当時としてはシリーズ史上最高齢となる51歳の仮面ライダーとして登場。同作の製作発表記者会見[注 1]において、『仮面ライダースーパー1』の仮面ライダースーパー1こと沖一也役のオーディションで落選していたことを明らかにした[15][16][17]。
- 俳優業の他にトム・クルーズ、マイケル・キートンの吹替を担当したことがあるが、英語が堪能な渡辺は吹替時は耳に入る言葉と台本の差がわかりすぎてやりにくかったという。その後は吹替の仕事を行うことはなかったが、『トップガン』の吹替には思い入れがあり、「思い出の復刻版」シリーズで自身が担当したバージョンが収録されたディスクを購入し､Instagramにアップした上で当時を振り返っていた[18]。
- 『ゴジラ・モスラ・キングギドラ 大怪獣総攻撃』で共演した宇崎竜童が渡辺のマネージャーから聞いたところによると、渡辺は演技を下手だと言われても冷静に受け止めるが、ドラムの腕を貶されると激怒していたという[13]。渡辺は、同作品での共演がきっかけで、宇崎がプロデュースしたチャリティイベントにドラマーとして出演した[13]。
- 同姓同名（漢字まで一致）の縁で、作家・渡辺裕之の著書『シックスコイン』の推薦文を書いている[19]。
- 2007年1月11日の夕方、東名高速道路で人命救助を行っていたことが明らかになった。これは、下り車線の東京料金所（神奈川県川崎市）付近で道路の金属製ジョイントが破損し、それに乗り上げた軽ワゴン車が横転した事故であった。帰宅途中だった渡辺が目撃して車を止めて駆け寄ったところ、男性運転手は動転し、後部座席に乗っていた男性は動けない状態だった。そこで渡辺は自分の携帯電話ですぐに110番と119番通報をして、後部座席の男性を事故車から救出、自分の車の中にあった毛布を掛け、救急車とパトカーの到着後、警察官に状況説明をした。渡辺によると「もしガソリンが漏れていれば引火の可能性もあったわけで、一刻も早くということで救い出した」とのことであった[20]。
- 2024年11月25日放送の「YOUは何しに日本へ?」(テレビ東京系)でアメリカで映画監督をしている男性にインタビューをした際に男性が「かつて自身が監督した映画[注 2]に出演した渡辺のお墓参りに来た」と答えたため番組では彼に密着取材して、渡辺の遺族に許可を取った上で彼の墓所をお参りする様子を放送した。

## 出演

### テレビドラマ
- 火曜サスペンス劇場（日本テレビ）
  - 「可愛い悪魔」（1982年） - 浩二 役
  - 「その朝おまえは何を見たか」（1983年） - 二郎  役
  - 「味のふるさとミステリー紀行」（1987年11月24日）[21][22]
  - 「愛が壊れる!」（1988年9月、総合プロデュース）
  - 「誰かが聞いている」（1991年11月） - 森村雄太 役
  - 「身辺警護シリーズ」（1998年 - 2001年、千里） - 桂木健介 役
- 特捜最前線（1985年、テレビ朝日） - 的場大巡査長 役
- 木曜ドラマストリート 「明日を殺さないで」（1985年、フジテレビ）
- 毎度おさわがせします第2シリーズ 第5話・第13話（1985年、TBS） - 旗中峯男 役
- 大河ドラマ（NHK）
  - いのち（1986年） - 八田修二 役
  - 徳川慶喜（1998年） - 藤田東湖 役
  - 葵 徳川三代（2000年） - 浅野幸長 役
  - 利家とまつ〜加賀百万石物語〜（2002年） - 池田恒興 役
- 愛の嵐 第26話〜最終話（1986年、泉放送制作/東海テレビ制作・フジテレビ系列）[23]  - 川端猛 役
- 誇りの報酬「友は湖に消えた」（1986年4月、日本テレビ / 東宝） - 松山みのる弁護士 役
- 少女コマンドーIZUMI（1987年 - 1988年、フジテレビ） - 石津麟一郎 役
- 海岸物語 昔みたいに…（1988年、TBS） - 佐野良平 役
- 華の嵐（1988年、東海テレビ） - 天堂一也 役
- 夏の嵐（1989年、東海テレビ） - 結城一馬 役
- さすらい刑事旅情編（1988年10月 - 1989年3月、テレビ朝日 / 東映） - 神田刑事 役
- 大忠臣蔵（1989年、テレビ東京） - 不破数右衛門
- 恋人の歌がきこえる（1989年、日本テレビ） - 服部良平 役
- マザコン刑事の事件簿（1990年、テレビ東京） - 主演
- 月曜・女のサスペンス 列島縦断事件シリーズ「倉敷発夜行殺人列車」（1990年、テレビ東京）
- 連続テレビ小説 「京、ふたり」（1990年 - 1991年、NHK）
- 世にも奇妙な物語（1991年、フジテレビ）
  - 「歩く死体」- 斎藤一景 役
  - 「整理癖」 - 松村靖男 役
- 次郎長三国志（1991年、テレビ東京） - 小政 役
- 武田信玄（1991年、TBS） - 織田信長 役
- 幕府お耳役檜十三郎（1991年、テレビ東京 / 松竹） - 竜崎又平 役
- 栄光の背番号3 長嶋茂雄の一番長い日（1992年3月12日、日本テレビ） - 長嶋茂雄 役
- 遠山の金さん（1992年、テレビ朝日）
- 四匹の用心棒 (4) かかし半兵衛ひとり旅（1992年、テレビ朝日 / 東映） - 大門小弥太 役
- 腕におぼえあり3（1993年、NHK） - 渋谷甚之丞
- 上品ドライバー2「渋滞」（1993年4月1日、フジテレビ） - 渋滞ライダー ミズスマシ男 役
- 名奉行 遠山の金さん 第5シリーズ 第20話「狙われた遠山奉行」（1993年9月9日、ANB / 東映） - 宮本平八郎 役
- 鬼平犯科帳（フジテレビ）
  - 第5シリーズ 第5話「消えた男」（1994年4月27日） - 高松繁太郎 役
  - 第8シリーズ 第6話「おれの弟」（1998年5月20日） - 滝口丈助 役
- 土曜ワイド劇場（テレビ朝日）
  - 「消えた身代金」（1994年9月）
  - 「犬は見た」（2008年3月1日）
- 裸の大将 第70話「清の大島紬」（1994年、関西テレビ / 東阪企画） - 松田保 役
- 愛と罪と（1995年、東海テレビ） - 滝本隆一 役
- 刑事追う! 第14話「引き金」（1996年7月8日、テレビ東京） - 中本警部 役
- 快刀!夢一座七変化（1996年 - 1997年、テレビ朝日） - 花村申太郎 役
- 御家人斬九郎 第3シリーズ 第7話（1997年、フジテレビ / 映像京都） - 島村又十郎 役
- 江戸ッ子探偵殺人案内（1997年、テレビ朝日） - 保田慎也
- 家政婦は見た! 第3話「遺産争いに愛人の娘が現れて…」 (1997年、テレビ朝日） - 春山敏彦 役
- ナースな探偵（1997年、フジテレビ） - 村上晋平 役
- ウルトラマンガイア（1998年、毎日放送） - 石室章雄 役
- 月曜ドラマスペシャル 「弁護士芸者のお座敷事件簿3」（1998年、TBS） - 白井信義 役
- ツインズな探偵（1999年、フジテレビ） - 村井康夫 役
- 地獄の花嫁（1999年、フジテレビ） - 井沢健造 役
- 金曜エンタテイメント 「アリバイの彼方に」（2000年、フジテレビ） - 喜多川豊彦 役
- 新・愛の嵐 第1-38話（2002年 東海テレビ・フジテレビ） - 三枝伝衛門 役
- 女と愛とミステリー 「捜査検事・近松茂道」（2002年、テレビ東京） - 山口実 役
- 天罰屋くれない 闇の始末帖（2003年、テレビ朝日） - 禊影之介
- 桜咲くまで（2004年、毎日放送） - 若林仁
- 牙狼〈GARO〉 第12話・第16話（2005年 - 2006年、テレビ東京） - 冴島大河 役
  - 牙狼〈GARO〉スペシャル 白夜の魔獣（2006年12月、ファミリー劇場）
- 忠臣蔵 瑤泉院の陰謀（2007年1月2日、テレビ東京） - 菅谷半之丞 役
- お江戸吉原事件帖（2007年、テレビ東京） - 柴田平八郎 役
- 水曜ミステリー9
  - 北アルプス山岳救助隊・紫門一鬼 謎の殺人メッセージ（2009年1月14日、テレビ東京） - 田所遼平 役
  - 「さすらい署長 風間昭平10・すみだ業平橋殺人事件」（2013年7月17日、テレビ東京） - 森脇大造 役
- ROMES/空港防御システム（2009年10月-12月、NHK） - 黒部武彦 役
- 経済ドキュメンタリードラマ ルビコンの決断（2010年3月4日、テレビ東京） - 新浪剛史 役
- 金曜プレステージ
  - 「十津川刑事の肖像4」（2011年5月27日、フジテレビ） - 木戸和夫 役
  - 「山村美紗サスペンス 黒の滑走路〜禁じられた一族〜」（2012年1月13日、フジテレビ） - 田川重光 役
- ランナウェイ〜愛する君のために（2011年10月 - 12月、TBS） - 仙道浩一 役
- 確証〜警視庁捜査3課 第5話（2013年5月13日、TBS） - 佐久間真 役
- 潔子爛漫〜きよこらんまん〜（2013年9月 - 10月、東海テレビ） - 九堂忠近 役
- 慰謝料弁護士〜あなたの涙、お金に変えましょう〜 最終話（2014年3月27日、読売テレビ） - 本条隆司 役
- 芸者弁護士 藤波清香（2014年6月23日、TBS） - 桐生忠郎 役
- ディア・シスター 第2話 - 第4話、第9話・最終話（2014年10月23日 - 11月6日、12月11日・18日、フジテレビ） - 渋川真司  役
- 新・刑事吉永誠一 最終話（2014年12月12日、テレビ東京） - 大隅満 役
- 石川五右衛門 第2話（2016年10月21日、テレビ東京） - 岩川次郎吉 役
- 警視庁 ナシゴレン課 最終話（2016年12月20日、テレビ朝日） - 生天目院長 役
- あじさい（2017年9月9日 - 11月25日、FRESH！） - 田代
- アイアングランマ2 最終話（2018年7月8日、NHK BSプレミアム） - 景山義春 役
- 江戸前の旬（BSテレ東） - 柳葉鱒之助
  - Season1（2018年10月14日 - 12月30日）
  - Season2（2019年10月20日 - 2020年1月5日）
- 歌舞伎町弁護人 凛花（2019年4月14日 - 7月7日 、BSテレ東） - 美鈴花太郎 役
- オトナの土ドラ 仮面同窓会（2019年6月1日 - 7月21日、東海テレビ・フジテレビ） - 樫村貞茂 役
- ノーサイド・ゲーム（2019年7月7日 - 9月15日、TBS） - 津田三郎 役
- ランウェイ24 第6話（2019年8月25日、朝日放送テレビ / 2019年9月1日、テレビ朝日） - 海野貴介 役
- ミリオンジョー 第8話（2019年11月28日、テレビ東京） - 甲野晃[24]役
- 日曜プライム 警視庁・捜査一課長 スペシャル（2019年12月15日、テレビ朝日） - 片桐信昌 役
- シロでもクロでもない世界で、パンダは笑う。 第2話（2020年1月19日、読売テレビ・日本テレビ） - 柳本育朗 役
- 駐在刑事 Season2 第6話「疑惑の転落死! 江波を襲う殺人植物の謎!」（2020年2月28日、テレビ東京） - 風巻雄一 役
- この男は人生最大の過ちです（2020年、テレビ朝日） - 会長 役
- 庶務行員・多加賀主水5（2020年9月24日、テレビ朝日） - 第七明和銀行本店 専務 清水正雄 役
- 宇良田唯〜医者としての使命に燃えて〜（2021年1月17日、テレビ熊本） - 宇良田玄彰 役[25]
- やっぱりおしい刑事 第1話（2021年3月7日、NHK BSプレミアム・NHK BS4K） - 大畑勝則 役
- もしも、イケメンだけの高校があったら第3話（2022年1月29日） - 宇治原大 役
- TOKYO VICE 第2話・第7話（2022年4月、HBO Max・WOWOW） - オハラ 役
- 木曜ミステリー 遺留捜査 第7話（2022年8月25日、テレビ朝日） - 細野茂雄 役[26] ※遺作

### 配信ドラマ
- 闇の法執行人（2017年）
- 最愛のひと〜The other side of 日本沈没〜 第4話（2021年、Paravi） - 奇跡の父親 役

### 映画
- 夏の別れ（1981年） - アポロのような男
- オン・ザ・ロード （1982年） - 主演・富島哲郎 役 ※デビュー作品
- だいじょうぶマイ・フレンド（1983年、キティ・フィルム） - ハチ 役
- ウインディー（1984年、日本/西ドイツ合作）
- ビッグマグナム 黒岩先生（1985年、東映） - 銀野八郎
- バロー・ギャングBC（1985年、東映） - 武志
- オイディプスの刃（1986年、角川春樹事務所）
- ロボフレンド（1987年、キャノン・フィルムズ） - 哲郎
- 激走トラッカー伝説（1991年） - 主演・勝山猛 役
- 武闘派仁義 シリーズ（1993年、イメージファクトリー・アイエム） - 主演・児島武士 役
- 極道の門 実録・大阪頂上戦争（1994年） - 主演・村田龍治 役
- ガメラシリーズ（大映）
  - ガメラ 大怪獣空中決戦（1995年） - 大野三等陸佐 役　
  - ガメラ2 レギオン襲来（1996年） - 大野一等陸佐 役
  - ガメラ3 邪神覚醒（1999年） - 大野一等陸佐 役
- 極道の妻たち 赫い絆（1995年） - 堂本組幹部 村上徳一 役
- 新・第三の極道 III（1996年） - 鬼道連盟のボス 役
- 陽炎2（1996年、松竹） - 直木荘一 役
- 修羅がゆく シリーズ（ナック） 
  - 修羅がゆく６ 東北激闘篇（1997年）- 滝沢一家組員 木暮健治 役
  - 修羅がゆく13 完結篇（2000年）- 元・竜崎組組員 黒鉄剛也 役
- SLANG 黄犬群（1999年、徳間ジャパンコミュニケーションズ） - バンス 役
- ウルトラマンティガ・ウルトラマンダイナ&ウルトラマンガイア 超時空の大決戦（1999年、松竹） - 石室章雄 役
- 難波金融伝・ミナミの帝王17 極道金融（2001年） - 神崎剛文 役
- 親分はイエス様（2001年、グルーヴコーポレーション） - 志田徹也 役
- Go!（2001年、日活） - 佐賀県警 交通機動隊隊員
- ゴジラ・モスラ・キングギドラ 大怪獣総攻撃（2001年、東宝） - 広瀬裕[3]役
- 修羅のみち シリーズ（東映ビデオ）
  - 修羅のみち 1 関東vs関西 全面戦争勃発（2001年）- 関西山王組若頭補佐・勝田組組長 勝田誠也 役
  - 修羅のみち 6 -11（2003年 - 2005年）- 大神組最高顧問 南条鷹宏 役
- 修羅の群れ（2002年、ミュージアム） - 山賀組系山倉組若頭 渡会芳樹 役
- 首領への道 劇場版 前・後編（2003年、GPミュージアムソフト） - 島田組幹部 藤井武市 役
- ランドセルゆれて（2003年、中山映画）
- 丹下左膳 百万両の壷（2004年、丹下左膳 百万両の壷 製作委員会）
- 理由（2004年、WOWOW） - 田嶋稔 役
- 魁!!クロマティ高校 THE★MOVIE（2005年） - フレディ 役
- 渋谷物語（2005年） - 相川純也 役
- THE WINDS OF GOD -KAMIKAZE-（2006年）
- 劇場版 仮面ライダー電王 俺、誕生!（2007年、東映） - 牙王[15]役
- 俺は、君のためにこそ死ににいく（2007年、東映）
- GROW 愚郎（2007年） - 石橋 役
- 降りてゆく生き方（2009年） - 幹村研一 役
- 長髪大怪獣ゲハラ（2009年） - 防衛隊指揮官 役
- ビバ!カッペ（2009年）
- 雪の花（2009年） - 主演・夫 役
- 桜田門外ノ変（2010年） - 岡部三十郎 役
- TAKAMINE・桜を咲かせた男（2011年） - 金子堅太郎 役
- 電人ザボーガー（2011年） - 新田警部
- 万年筆（2012年） - 主演
- 桜田門内の変!?（2012年） - 主演・黒澤三郎 役  / ※渡辺裕之第一回監督作品
- HAPPY!メディアな人々。（2012年） - 主演・箕田三郎 役
- 牙狼〈GARO〉 〜蒼哭ノ魔竜〜 -GARO SOUKOKU NO MARYU-（2013年、東北新社）
- TAKAOcan Dream〜がんばれ!サンダーバーズ!!〜（2013年） - 主演・鈴木三郎 役
- アオギリにたくして（2013年8月3日、ミューズの里） - 永沼秀明 ※友情出演
- 天心（2013年11月16日、マジックアワー） - 九鬼隆一 役
- サケボム（2014年5月24日、ピクチャーズデプト） - タカノリ 役
- ごくやん〜突破口篇〜（2014年6月8日）
- チェイン CHAIN（2014年8月9日、アルケミーブラザース・メディアゲート） - 桜井雄介 役
- 紅破れ（2014年11月15日、REIZ INTERNATIONAL） - 主演・吉田忠志 役
- ブラック・フィルム（2015年1月24日、アルケミーブラザース） - 佐藤豊 役
- ごくやん〜絆篇〜（2015年3月15日）
- エヴァリー EVERLY（2015年5月20日日本公開/アメリカ、ジョー・リンチ監督） - ヤクザの組長Taiko 役
- サクラ花 桜花最期の特攻（2015年11月4日、映画センター全国連絡会議） - 桐生少佐 役
- CONFLICT 〜最大の抗争〜（2016年5月28日） - 天道会舎弟頭 兵藤組組長 兵藤護 役
- 覇王I 凶血の系譜（2016年7月30日） - 内藤新宿一家 顧問 土岐雅彦 役
- 超高速!参勤交代 リターンズ（2016年9月10日） - 諸坂三太夫[27]役
- それで世界は救われなくても／Till the End of the World（2016年） - 主演・時田草 役
- レミングスの夏（2017年10月1日、オムロ） - 三浦警部 役
- HiGH&LOW THE MOVIE 3 / FINAL MISSION（2017年11月11日、松竹） - テッツの父親 役
- 棘の中にある奇跡 〜笠間の栗の木下家〜（2018年3月2日） - 藤岡直樹 役
- デイアンドナイト（2019年1月26日、日活） - 明石和幸 役
- In Full Bloom（2019年）※日本未上映。
- ある町の高い煙突（2019年6月22日、エレファントハウス・Kムーブ）
- 牙狼〈GARO〉 -月虹ノ旅人-（2019年10月4日、東北新社） - 冴島大河、カメキチ 役
- 癒しのこころみ〜自分を好きになる方法〜（2020年7月3日、イオンエンターテイメント） - 一ノ瀬太郎 役
- 海辺の映画館―キネマの玉手箱（2020年7月31日、アスミック・エース） - 浅野深夫上等兵 役
- 瞽女 GOZE（2020年8月8日、キッズ） - 豊三 役
- ハチとパルマの物語（2021年5月28日） - 豊田武 役
- 信虎（2021年11月） - 織田信長 役
- ペルセポネーの泪（2021年11月26日、信越放送、源田企画） - 老紳士 役
- ポプラン（2022年1月24日、エイベックス・ピクチャーズ）[28] - 田上治 役
- 修羅の世界（2022年1月29日） - 龍安組四代目組長 円月 役
- 永遠の1分。（2022年3月4日、イオンエンターテイメント）
- 虎の流儀 〜旅の始まりは尾張 東海死闘編〜（2022年9月30日、ユナイテッドエンタテインメント）[29]
  - 虎の流儀 〜激突! 燃える嵐の関門編〜（2022年10月7日）
- 貞子DX（2022年10月28日、KADOKAWA） - 天道琉真[30]役
- ストレージマン（2022年12月16日、MANTRIX PICTURES/Cinemago）[31]
- 近江商人、走る!（2022年12月30日、ラビットハウス） - 岩男 役 ※特別出演[32]
- 銀平町シネマブルース（2023年2月10日、SPOTTED PRODUCTIONS） - 谷口章雄[33][34]役
- ぬくもりの内側（2023年 厚生労働省推薦、イオンエンターテイメント） - 滝沢先生[35]役
- 誰が為に花は咲く（2024年1月26日、Memento Film Club）[36]

### Vシネマ
- ヤング・ジャパン 開港・風雲録（1990年、アスミック） - 主演・重伍 役（密偵）
- 復讐の捜査線 殺意の熱い砂 シリーズ（東和）
  - 復讐の捜査線 殺意の熱い砂 推理編（1990年9月）
  - 復讐の捜査線 殺意の熱い砂 解決篇（1990年）
- ネイビー・ロック・ウォー 撃破せよ!（1990年） - 主演・沖 役（海上自衛隊横須賀基地作戦本部 捜索隊）
- キングの火遊び（1991年、東映ビデオ） - 主演・元刑事 役
- 追いつめる（1992年、東映ビデオ） - 主演・志田司郎 役
- ビッグボス BIG BOSS（1992年、東映ビデオ） - 渋田 役
- 狼たちの賭け JACK KNIFE（1993年、原作：北方謙三、東映ビデオ） - ボブ 役
- 極道の門 シリーズ（タキコーポレーション） - 主演・村田龍治 役 ※1作目は劇場公開
  - 極道の門2 二代目・流血の盃（1995年）
  - 極道の門3 最後の首領ドン（1995年）
- 新宿アウトロー（1994年） - 主演・与見 役
- 武闘派刑事（デカ） 銀座警察（1995年）
- 野望金融 大阪死闘篇（1995年） - 主演・野田省吾 役（弁護士）
- 魔界転生 THE ARMAGEDDON - 主演・柳生十兵衛 役
  - 魔界転生 THE ARMAGEDDON（1996年4月）
  - 魔界転生 THE ARMAGEDDON 魔道変（1996年10月）
- パチプロ浪花梁山泊1-6（1996年 - 1998年、ケイエスエス）全6作 - 主演
  - パチンコ軍団梁山泊1・2（1999年、ケイエスエス）全2作 - 主演
- 新 第三の極道V 裏盃の逆襲（1997年） - 商社 海外室長 カドワキコウイチロウ
- 幻魔殺法帖 新撰組秘抄（1997年）
- ドリフト・ウォーズ（1999年） - 白バイ警官 村田 役
- 日本極道史 仁義絶叫 シリーズ（1999年 - 2000年、松竹） - 鳴門組若頭 藤波組組長 藤波克己 役
- 新・湘南爆走族 荒くれKNIGHT 3（1999年、東映ビデオ） - 井関 役
- パチプロ覇王（2000年） - 神威竜二（パチプロ）
- 雀狼伝1・2・3（2000年-2001年、GPミュージアムソフト） - 主演・安藤満 役
- ウルトラマンガイア ガイアよ再び（2001年、円谷プロダクション） - 石室章雄 役
- 首領の女1（2001年、GPミュージアムソフト） - 坂口組藤堂組四代目桐野組組長 桐野武弘 役
- 首領への道 シリーズ（GPミュージアムソフト） - 関東連合会顧問 段上組組長 段上玄 役
- 広島やくざ戦争 シリーズ（GPミュージアム）
  - 実録・広島やくざ戦争（2000年） - 岡島組幹部 服田組組長 服田武役 （→山城組服田組組長）
  - 広島やくざ戦争 完結編（2000年） - 共雄会服田組組長 服田武 役（→二代目共雄会会長）
  - 続・広島やくざ戦争 流血!第三次抗争勃発!（2001年） - 尾道 侠義会会長 森中幸吉 役
- 日本極道史 龍神三兄弟（2000年） - 浅野組若頭補佐 桂木辰次 役（→破門）
  - 日本極道史 龍神三兄弟2（2000年） - 浅野組組長代行 桂木辰次 役
- 実録・大阪やくざ戦争 報復（2002年、GPミュージアムソフト）全2作 - 三代目山王会若頭補佐 権藤組組長 権藤政夫 役
- 実録・北陸やくざ戦争（2002年） - 三代目山王会若頭補佐 権藤組組長 権藤政夫 役
- 実録・ヤクザの戦場 侠の終章（2002年） - 池田 役
- 実録・史上最大の抗争 義絶状（2002年8月） - 三代目山王会若頭補佐 鴨井組組長 鴨井茂雄 役
  - 実録・史上最大の抗争 義絶状2（2002年10月） - 丸和会理事長兼本部長 鴨井組組長 鴨井茂雄 役
- 実録・青森抗争（2002年、GPミュージアムソフト） - 稲原祐治 役
- 実録・瀬戸内やくざ戦争 伊予路水滸伝（2003年） - 二代目大日本昭和会 剛誠会本部長補佐 仲浜組組長 仲浜勝敏 役
- 鉄（くろがね） 極道・高山登久太郎の軌跡（2004年） - 松平憲行 役（訟務検事）
- 実録・九州やくざ抗争 誠への道（2006年） - 初代村富一家総長 村富浩一郎 役
- 代紋を捨てた男（2015年） - 三東会兵頭組組長 役
- 狂犬と呼ばれた男たち シリーズ
  - 狂犬と呼ばれた男たち カリスマヤクザ（2016年） - 牧川組組長 牧川 役
  - 狂犬と呼ばれた男たち 外道ヤクザ（2016年） - 新宿のマルボウ 柴田悠平 役
  - 狂犬と呼ばれた男たち 大阪ヤクザ戦争（2017年） - 高原一家総長 役
- 極道の掟（2016年）全2作 - 啓和会若頭 上杉組組長 上杉義男 役
- 制覇9（2017年） - 四国 伊予組組長 坂東義将 役
- 極道天下布武1・4・5（2017年 - 2018年） - 室八連合会幹部 細田組組長 細田藤考 役
- 頂点（てっぺん）（2017年）全3作 - 荒駒一家総裁 役
- 哀しき抗争（2017年） - 吉田剛 役（本条誠太郎の側近）
- 任侠哀歌（エレジー）（2018年） - 貴龍会会長 キジマリュウジ 役
- 大激突 果てなき抗争（2018年） - 京浜連合理事長 多田宏 役
- 外道憤砕（2018年） - 角田 役（刑事）
- 侠の絆（2018年） - 横浜物産社長 赤嶺貴史 役（裕一郎の父）
- 漆黒の男たち（2018年） - 竹宮連合東條組組長 東條辰巳 役
- CONFLICT 〜最大の抗争〜 外伝 織田征仁（2019年） - 天道会本部長 兵頭組組長 兵頭護 役
- 歌舞伎町黒社会1・2（2019年） - 若頭 カミシマ 役
- 日本統一50-55（2022年 - 2023年） - 五代目杉政組組長 宮園幸喜 役
- 真龍帝外伝（2023年） - 神能将嗣[37] 役

### OVA
- ハード&ルーズ 〜私立探偵・土岐正造トラブル・ノート〜（1992年） - 土岐正造 役

### 吹き替え
- カクテル - ブライアン・フラナガン（トム・クルーズ）※フジテレビ版
- トップガン - マーベリック（トム・クルーズ）※フジテレビ版
- ドラッグ・ウォーズ/麻薬戦争 - キキ（スティーヴン・バウアー）
- バットマン - ブルース・ウェイン / バットマン（マイケル・キートン）※ソフト版
- バットマン リターンズ - ブルース・ウェイン / バットマン（マイケル・キートン）※ソフト版

### テレビコマーシャル
- コカ・コーラ（1980年）
- 大正製薬リポビタンD（1982年 - 1993年）132本に出演
- 森永ココア（2000年）
- 中国電力（2001年）
- タックス本部（2005年）
- サントリーボスレインボーマウンテン （2008年）
- 大正製薬リアップX5（2009年）
- ジュエルカフェ（2009年 - ） - 貴金属刑事
- パーラー Beam（2011年 - 、福岡ローカル）
- 江崎グリコ「ZEPPIN」(2016年 - ）※妻・原日出子と共演

### ゲーム
- 仮面ライダー バトライド・ウォーII（2014年6月、PS3、Wii U） - 仮面ライダーガオウ
  - 仮面ライダー バトライド・ウォー創世（2016年2月25日、PS3・PS4・PS Vita）
- スーパーヒーロージェネレーション（2014年10月23日、PS3・PS Vita） - 仮面ライダーガオウ

### スポーツ番組
- 熱闘!ゴルフ向上委員会（テレビ東京） - 副委員長
- ゴルフの真髄 -ARTISTIC GOLF-（テレビ東京） - プレイヤー

### 玩具
- COMPLETE SELECTION MODIFICATION デンオウベルト MOVIE EDITION（2021年） - 牙王[38]

### その他
- 防衛省 自衛隊員向け倫理啓発用ビデオ（2007年） - 上官
- 東京マルイ 電動ガン プロモーションビデオ
- YouTube極楽とんぼ山本圭壱 けいちょんチャンネルの(【渡辺裕之・矢作さん登場！】52歳のバースデー配信しました！)ゲストとして。
- YouTube ゆきチャンネル【渡辺裕之】YouTuberとして。

## ディスコグラフィ
- レコード「だいじょうぶマイ・フレンド」
- マリリン&ジョンの微笑（早瀬優香子とのデュエット）
- 『劇場版 仮面ライダー電王 俺、誕生!』オリジナルサウンドトラック（自身が歌う Double-Action GAOH form 収録）

## 受賞歴
- パートナー・オブ・ザ・イヤー2001（2001年） - 原日出子とともに
- 第2回プラチナエイジスト・男性部門（2016年）[39]
- 第9回日本シューズベストドレッサー賞・シニア部門（2016年）[40]